# Da Ali G Show
Da Ali G Show foi um show de sátiras de televisão que eram encenadas pelo comediante britânico Sacha Baron Cohen.
Sua primeira temporada, de 6 episódios, foi transmitida em 2000 pelo Channel 4 em toda Grã-Bretanha. Entre fevereiro de 2003 e agosto de 2004, a HBO apresentou a segunda temporada, que era ambientada nos Estados Unidos e que teve 12 capítulos. Nele Sacha Baron Cohen interpreta 3 personagens: 
- o rapper Ali G
- o repórter austríaco gay de moda Brüno
- o jornalista do Cazaquistão Borat